# حکومتداری
حکومت‌داری یا حکمرانی به مجموعهٔ پیچیده‌ای از فرایندها، کارکردها، ساختارها، هنجارها، قوانین و قواعدی گفته می‌شود که از دل رابطه میان‌فردی، تعاملات اجتماعی، روابط قدرت (اجتماعی و سیاسی) و ارتباطات درون یک گروه سازمان‌یافته از افراد پدید می‌آیند.
حکومت‌داری حدود رفتار و رویه‌های قابل‌قبول برای کنشگران مختلف گروه را تعیین کرده و فرآیندهای تصمیم‌گیری آن‌ها را از طریق وضع و اجرای قوانین و دستورالعمل‌ها کنترل می‌کند. علاوه بر این، منابع و ظرفیت‌های اعضای مختلف را مدیریت، تخصیص و بسیج می‌کند و جهت‌گیری کلی گروه را مشخص می‌سازد تا به‌طور مؤثر به نیازها، مسائل و چالش‌های جمعی خاص آن پاسخ دهد.
مفهوم حکومت‌داری را می‌توان به نهادهای اجتماعی، سیاسی یا اقتصادی (گروه‌هایی از افراد که در فعالیتی هدفمند مشارکت دارند) تعمیم داد؛ مانند یک دولت‌ملت و دولت آن (ادارهٔ عمومی)، یک قلمرو تحت حکومت، یک جامعه، یک اجتماع، یک گروه اجتماعی (مانند قبیله یا خانواده)، یک سازمان رسمی یا غیررسمی، یک شرکت، یک سازمان غیردولتی، یک سازمان غیرانتفاعی، یک تیم پروژه، یک بازار، یک شبکه یا حتی در سطح جهانی.
«حکومت‌داری» همچنین می‌تواند به یک بخش خاص از فعالیت‌ها مانند زمین، محیط‌زیست، سلامت، اینترنت، امنیت و غیره مربوط باشد. میزان رسمی بودن در حکومت‌داری به قواعد داخلی یک نهاد مشخص و تعاملات خارجی آن با نهادهای مشابه بستگی دارد. از این رو، حکومت‌داری می‌تواند اشکال گوناگونی به خود بگیرد، انگیزه‌های متفاوتی پشت آن باشد و نتایج متنوعی در پی داشته باشد.
گروه‌های کوچک‌تر ممکن است به ساختارهای غیررسمی رهبری تکیه کنند، در حالی‌که حکومت‌داری مؤثر در یک گروه بزرگ‌تر معمولاً به یک نهاد حکومت‌داری کارآمد وابسته است؛ نهادی مشخص متشکل از گروهی از افراد که به آن‌ها اختیار و مسئولیت تصمیم‌گیری دربارهٔ قوانین، اجرای آن‌ها و نظارت بر عملکرد روان گروه در چارچوب کلی حکومت‌داری سپرده شده است.
رسمی‌ترین نوع نهاد حکمرانی، دولت است که مسئولیت و اختیار اتخاذ تصمیمات الزام‌آور را برای یک نظام ژئوپلیتیکی خاص (مانند یک کشور) از طریق قوانین و دستورالعمل‌های تثبیت‌شده دارد. دولت ممکن است به‌صورت یک دموکراسی عمل کند، جایی که شهروندان در انتخاب حاکمان با هدف تحقق منفعت عمومی مشارکت می‌کنند.
فراتر از دولت‌ها، نهادهای دیگری نیز می‌توانند دارای نهادهای حکمرانی باشند. این‌ها ممکن است نهادهای حقوقی یا سازمان‌هایی مانند شرکت‌ها، مؤسسات تجاری یا سازمان‌های غیرانتفاعی باشند که توسط هیئت‌ مدیره‌های کوچک برای اهداف خاص‌تری اداره می‌شوند. این نهادها همچنین می‌توانند گروه‌های اجتماعی-سیاسی از جمله ساختارهای سلسله‌مراتبی سیاسی، قبایل، زیرگروه‌های مذهبی یا حتی خانواده‌ها باشند.
در مورد یک دولت، حکومت‌داری بیانگر آگاهی فزاینده‌ای‌ست نسبت به اینکه چگونه اشکال پراکندهٔ قدرت و اختیار می‌توانند حتی در غیاب فعالیت مستقیم دولت، نظم را برقرار سازند. در این نظام حکومت‌داری دولتی، بازیگران بیرونی متعددی وجود دارند که اگرچه فاقد قدرت تصمیم‌گیری مستقیم‌اند، می‌توانند بر آن تأثیر بگذارند. این بازیگران شامل لابی‌ها، اتاق‌های فکر، احزاب سیاسی، سازمان‌های غیردولتی، جوامع محلی و رسانه‌ها می‌شوند.
حکومت‌داری همچنین تحت تأثیر عواملی بیرونی مانند جهانی‌شدن، جنبش‌های اجتماعی یا پیشرفت فناوری شکل می‌گیرد.
از منظر هنجاری، حکومت‌داری خوب، مؤثر و عادلانه مستلزم یک نظام سازمان‌یافته است که منافع و نیازهای ذی‌نفعان را به‌طور منصفانه نمایندگی کند. چنین حکومت‌داری‌ای هدایت‌گر تدوین، اجرا و ارزیابی اهداف، سیاست‌ها و برنامه‌های گروه است و عملکرد روان آن را در زمینه‌ها و شرایط مختلف تضمین می‌نماید.
این نوع حکومت‌داری با ترویج شفافیت، مسئولیت‌پذیری و پاسخ‌گویی، اعتماد ایجاد می‌کند و از سازوکارهایی برای حل اختلافات و تعارض‌ها به‌منظور تقویت هماهنگی بهره می‌برد. همچنین با سازگاری با شرایط متغیر، گروه را پاسخ‌گو و تاب‌آور نگه می‌دارد.
با عمل به تعهدات و ایجاد نتایج مثبت، حکومت‌داری مشروعیت و پذیرش نهاد حکمرانی را افزایش می‌دهد؛ امری که به رعایت قوانین، مسئولیت‌پذیری مشترک، همکاری فعال و در نهایت به ثبات بیشتر و پایداری بلندمدت می‌انجامد.
بسیاری از نهادهای آموزش عالی — از جمله مدرسه امور بین‌الملل بالسلی، مدرسه امور جهانی مانک، مؤسسه مطالعات سیاسی پاریس, مؤسسه عالی ژنو، مدرسه هرتی و مدرسه اقتصاد لندن، در میان دیگران — «حکومت‌داری» را به‌عنوان یک موضوع دانشگاهی ارائه می‌کنند.
بسیاری از دانشمندان علوم اجتماعی ترجیح می‌دهند هنگام بحث دربارهٔ فرایند حکمرانی از اصطلاح «حکومت‌داری» استفاده کنند، زیرا این واژه تمام طیف نهادها و روابط درگیر را در بر می‌گیرد.
حکومت‌داری شامل فرایندها و ساختارهایی است که از طریق آن‌ها تصمیم‌گیری و اجرای تصمیمات در یک سازمان یا جامعه صورت می‌گیرد. این مفهوم دربرگیرندهٔ تعامل میان قوانین، هنجارهای اجتماعی، پویایی‌های قدرت و ارتباطات است که رفتار و نظم یک نظام اجتماعی را شکل می‌دهد.
حکومت‌داری می‌تواند توسط نهادهای رسمی مانند دولت‌ها و سازمان‌ها یا گروه‌های غیررسمی اعمال شود. این فرایندی پویاست که با توجه به شرایط و انگیزه‌های متغیر، دستخوش تحول می‌شود. حکومت‌داری برای عملکرد روان هر نهادی — چه یک کشور، یک شرکت یا یک سازمان غیرانتفاعی — ضروری است. این مفهوم چارچوبی برای پاسخ‌گویی، شفافیت و پیگیری اهداف مشترک فراهم می‌آورد.
مفهوم حکومت‌داری به‌طور مداوم در حال تحول است و بازتابی از پویایی‌های در حال تغییر قدرت و پیچیدگی فزایندهٔ مسائل جهانی می‌باشد.

## تعاریف
بانک جهانی حکومت‌داری را چنین تعریف می‌کند:
شیوه ای که قدرت در مدیریت منابع اقتصادی و اجتماعی یک کشور برای توسعه اعمال می‌شود.
پروژه «شاخص‌های جهانی حکومت‌داری» بانک جهانی، حکومت‌داری را این‌گونه تعریف می‌کند:
سنت‌ها و نهادهایی که از طریق آن‌ها قدرت در یک کشور اعمال می‌شود.
این تعریف فرایندی را دربر می‌گیرد که در آن دولت‌ها انتخاب، نظارت و جایگزین می‌شوند؛ ظرفیت دولت برای تدوین و اجرای مؤثر سیاست‌های منطقی؛ و احترام شهروندان و وضعیت نهادهایی که تعاملات اقتصادی و اجتماعی بین آن‌ها را اداره می‌کنند.
تعریف جایگزین حکومت‌داری را چنین بیان می‌کند:
استفاده از نهادها، ساختارهای قدرت و حتی همکاری برای تخصیص منابع و هماهنگی یا کنترل فعالیت‌ها در جامعه یا اقتصاد.
بر اساس پروژه منطقه‌ای برنامه توسعه سازمان ملل متحد درباره حکومت‌داری محلی در آمریکای لاتین:
حکومت‌داری به عنوان قواعد نظام سیاسی برای حل تعارض بین کنشگران و اتخاذ تصمیمات (قانونمندی) تعریف شده است. همچنین برای توصیف "عملکرد صحیح نهادها و پذیرش آن‌ها توسط مردم" (مشروعیت) به کار رفته است. و برای یادآوری اثربخشی دولت و دستیابی به اجماع به شیوه‌های دموکراتیک (مشارکت) استفاده شده است.

## ریشهٔ واژه
همانند «دولت»، واژه «حکومت‌داری» (governance) در نهایت از فعل یونانی «کوبرناین» (kubernaein) (به معنی «هدایت کردن»، که نخستین بار به صورت استعاری در آثار افلاطون ثبت شده است) گرفته شده است. کاربرد گاه‌به‌گاه آن در انگلیسی برای اشاره به فعالیت خاص حاکمیت یک کشور به دوران انگلستان دوران مدرن اولیه بازمی‌گردد، زمانی که عبارت «حکومت‌داری قلمرو» در آثار ویلیام تیندیل و در مکاتبات سلطنتی از جیمز پنجم اسکاتلند به هنری هشتم انگلستان ظاهر شد. نخستین کاربرد این واژه در ارتباط با ساختارهای نهادی (برخلاف حکومت فردی) در کتاب «حکومت‌داری انگلستان» چارلز پلمر (ترجمه‌ای از یک نسخه خطی لاتین قرن پانزدهم توسط جان فورتسک (قاضی)، که به عنوان «تفاوت بین پادشاهی مطلق و محدود» نیز شناخته می‌شود) در سال ۱۸۸۵ است. این کاربرد «حکومت‌داری» برای اشاره به ترتیبات حکمرانی، در متون بعدی از جمله متن کلاسیک سیدنی لو در سال ۱۹۰۴ و میان برخی تاریخ‌نگاران قانون اساسی بریتانیایی تثبیت شد.
با این حال، استفاده از واژه «حکومت‌داری» در معنای گسترده‌تر کنونی، که فعالیت‌های گستره وسیعی از نهادهای دولتی و خصوصی را دربرمی‌گیرد، تنها از دهه ۱۹۹۰ به بعد توسط اقتصاددانان و علوم سیاسی‌دانان بازتعریف و توسط نهادهایی مانند سازمان ملل متحد، صندوق بین‌المللی پول و بانک جهانی گسترش یافته است.
از آن زمان به بعد، این واژه کاربرد فزاینده‌ای یافته است.

## انواع
حکومت‌داری معمولاً به سطح مشخصی از حکومت‌داری اشاره دارد که با نوعی سازمان مرتبط است (شامل حکومت‌داری عمومی، حکومت‌داری جهانی، حکومت‌داری غیرانتفاعی، راهبری شرکتی و حکومت‌داری پروژه)، به «حوزه» خاصی از حکومت‌داری که با نوعی فعالیت یا نتیجه مرتبط است (مانند حکومت‌داری محیط‌زیستی، حکومت‌داری اینترنت و حکومت‌داری فناوری اطلاعات) یا به «مدل» خاصی از حکومت‌داری اشاره دارد که غالباً به‌صورت نظریه‌ای تجربی یا هنجاری شکل گرفته است (از جمله حکومت‌داری تنظیمی، حکومت‌داری مشارکتی، حکومت‌داری چندسطحی، فراروش حکمرانی یا متا-حکومت‌داری، و حکومت‌داری مشارکتی).
حکومت‌داری همچنین می‌تواند دستورکارهای هنجاری یا عملی را تعریف کند. مفاهیم هنجاری حکومت‌داری عادلانه یا حکومت‌داری خوب در میان سازمان‌های سیاست، بخش عمومی، کار داوطلبانه و بخش خصوصی رایج است.

### حکومت‌داری به عنوان فرایند
بطور کلی، حکومت‌داری یک مفهوم نظری است که به اقدام‌ها و فرایندهایی اشاره دارد که از طریق آن‌ها شیوه‌ها و سازمان‌های پایدار به وجود می‌آیند و دوام می‌یابند.
این اقدامات و فرایندها ممکن است در سازمان‌های رسمی و غیررسمی با هر اندازه‌ای فعالیت کنند؛ و ممکن است برای هر هدفی، چه خیر و چه شر، چه سودآور و چه غیرسودآور به کار روند. با چنین نگاهی به حکومت‌داری، می‌توان این مفهوم را به دولتها، شرکتها، سازمان‌های غیرانتفاعی، سازمان‌های غیردولتی، مشارکت‌ها و انجمن‌های دیگر، روابط تجاری (به‌ویژه روابط پیچیده برون‌سپاری)، تیم‌های پروژه و هر تعداد انسان درگیر در فعالیت هدفمند، تعمیم داد.
اکثر نظریه‌های حکومت‌داری به عنوان فرایند، از اقتصاد نئوکلاسیک برآمده‌اند. این نظریه‌ها مدل‌های استنتاجی مبتنی بر فرضیات اقتصاد مدرن می‌سازند تا نشان دهند چگونه بازیگران عقلایی ممکن است سازمان‌های رسمی مانند شرکت‌ها و دولت‌ها و سازمان‌های غیررسمی مانند شبکه‌ها و شیوه‌های مدیریت منابع مشترک را تأسیس و حفظ کنند. بسیاری از این نظریه‌ها از اقتصاد هزینه معاملات بهره می‌برند.

## به عنوان یک مفهوم هنجاری

### حکومت‌داری عادلانه
وقتی دربارهٔ حکومت‌داری در سازمان‌های خاص صحبت می‌کنیم، کیفیت حکومت‌داری درون آن سازمان اغلب با استانداردی به نام حکومت‌داری خوب مقایسه می‌شود. برای مثال، در مورد یک کسب‌وکار یا سازمان غیرانتفاعی، حکومت‌داری خوب به مدیریت منسجم، سیاست‌های هماهنگ، راهنمایی‌ها، فرایندها و حقوق تصمیم‌گیری در حوزهٔ مسئولیت مشخص، و نظارت و پاسخگویی مناسب اشاره دارد. «حکومت‌داری خوب» بدین معناست که سازوکارها به گونه‌ای عمل می‌کنند که مدیران اجرایی (که «نمایندگان» خوانده می‌شوند) بتوانند حقوق و منافع ذی‌نفعان (که «موکلان» نامیده می‌شوند) را با روحیه‌ای دموکراتیک محترم بشمارند.

### حکومت‌داری خوب
حکومت‌داری خوب اصطلاحی نامشخص است که در ادبیات توسعه بین‌المللی برای توصیف دیدگاه‌های هنجاری مختلف درباره چگونگی اداره امور عمومی و مدیریت منابع عمومی توسط نهادهای عمومی به کار می‌رود. این دیدگاه‌های هنجاری اغلب به این دلیل توجیه می‌شوند که گمان می‌رود به اهداف اقتصادی مانند ریشه‌کنی فقر و توسعه اقتصادی موفق منجر می‌شوند. سازمان‌های مختلف تعاریف متفاوتی از حکومت‌داری و حکومت‌داری خوب ارائه داده‌اند.

### حکومت‌داری مؤثر
کارآمدی دولت‌ها نوعی از حکومت‌داری نیست که به سادگی قابل اندازه‌گیری و اجماع باشد. اندازه‌گیری و مفهوم‌سازی کارآمدی بحث‌برانگیز است و اغلب به جای حکومت‌داری خوب به کار می‌رود. با این حال، در دوره ۱۹۹۶ تا ۲۰۱۸، بانک جهانی تلاش کرد تا معیاری قابل مقایسه برای عملکرد دولت‌ها ایجاد کند؛ شاخص‌های جهانی حکومت‌داری (WGI). شاخص WGI شامل بیش از ۳۰ پایگاه داده است که مقیاس‌بندی و دسته‌بندی شده‌اند به شش دسته؛ یکی از این دسته‌ها کارآمدی دولت است. بر اساس این دسته، حکومت‌داری مؤثر از پنج جنبه تشکیل شده است: کیفیت خدمات عمومی، کیفیت خدمات مدنی، درجه استقلال دولت از فشارهای سیاسی، کیفیت تدوین و اجرای سیاست‌ها و اعتبار تعهد دولت به این سیاست‌ها. خلاصه اینکه، حکومت‌داری مؤثر به کیفیت خدمات، استقلال دولت و کیفیت سیاست‌ها و اجرای آن‌ها مربوط است.
علاوه بر این موارد، می‌توان استدلال کرد که پاسخگویی به نیازهای شهروندان نیز در دولت مؤثر بسیار بالا است. دولت مؤثر با عمل به این نیازها از طریق ساختارهای شفاف، غیرمتمرکز و بی‌طرف که منسجم و منضبط‌اند، به کارآمدی دست می‌یابد. بنابراین مدیریت مالی کارآمد، نیروی انسانی متعهد و باکیفیت، و فرایندهای رسمی و استاندارد شده مورد نیاز است. برای این منظور، دولت‌ها با ظهور ساختارهای بوروکراتیک بسیار کارآمدتر شدند. با این حال، دولت‌ها در محیطی که به سرعت تغییر می‌کند باید توانایی سازگاری سریع داشته باشند، بنابراین محدود بودن به ساختارهای سخت و انعطاف‌ناپذیر ممکن است به ضرر آنها باشد.
با توجه به اینکه مفهوم حکومت‌داری مؤثر یک‌پارچه نیست، برخی اجزای دیگر نیز ممکن است به آن افزوده شوند: «باید در گستره‌ای کوچک باشد با دخالت محدود در اقتصاد؛ دارای چشم‌انداز و فرایندهای واضح؛ نیروی انسانی متعهد و باکیفیت که قادر به تدوین و اجرای سیاست‌ها و پروژه‌ها باشد؛ مشارکت جامع با مردم؛ مدیریت مالی کارآمد؛ ساختارهای پاسخگو، شفاف و غیرمتمرکز و ثبات سیاسی».

#### حکومت‌داری مؤثر داخلی و خارجی
اجزای حکومت‌داری مؤثر که در بالا توضیح داده شدند همگی ماهیتی داخلی دارند، یعنی در چارچوب قلمرو ملی، سیاست‌های ملی و دربارهٔ ساکنان یک کشور مطرح هستند. این جنبه داخلی حکومت‌داری مؤثر است که عمدتاً بر خدمات و سیاست‌های ملی تمرکز دارد. جنبه خارجی حکومت‌داری مؤثر اما صرفاً بر حوزه بین‌المللی سیاست متمرکز است. این جنبه شامل توانایی دولت در اعمال حقوق و انجام وظایف خود مطابق با حقوق بین‌الملل، نمایندگی مردمش در صحنه سیاسی بین‌المللی و مشارکت در روابط بین‌الملل است.
هدف حکومت‌داری مؤثر در جنبه داخلی، حاکمیت در قلمرو ملی است؛ و در جنبه خارجی، اعمال حاکمیت بر روابط بین‌الملل. از این رو، یکی از ویژگی‌های لازم دولت، داشتن ظرفیت نامحدود برای عمل بدون هیچ نوع وابستگی به حقوق داخلی و بین‌المللی است. این استقلال، جوهره و اساس ایالت بودن است.

#### تأثیرات حکومت‌داری مؤثر
در تلاشی برای شناسایی عوامل پیش‌بینی‌کنندهٔ دولت‌های مؤثر، مطالعه‌ای انجام شد تا بررسی کند کدام ویژگی‌های دولت بیشترین تأثیر را از حکومت‌داری مؤثر می‌گیرند. نتیجهٔ قابل توجه این بود که حکومت‌داری مؤثر سهم بزرگی در رشد اقتصادی و توسعه دارد، هرچند در بلندمدت. با این حال، این رابطه دوطرفه است: رشد اقتصادی نیز منجر به حکومت‌داری مؤثرتر می‌شود. علاوه بر این، حکومت‌داری مؤثر تأثیر مثبتی در کاهش فساد، تقویت ثبات سیاسی، بهبود حاکمیت قانون و ارتقاء هزینه‌کرد و پاسخگویی دولت دارد. همانند توسعه اقتصادی، قابل قبول است که گفته شود حکومت‌داری مؤثر و عوامل پیش‌بینی‌کنندهٔ ذکر شده، یک چرخه بازخورد مثبت را تشکیل می‌دهند؛ آنها یکدیگر را تقویت می‌کنند و به‌طور غیرمستقیم خود را حفظ می‌کنند.

#### فقدان حکومت‌داری مؤثر
وقتی دولتی قادر به اداره مؤثر نباشد، این فقط به معنی فقدان ویژگی‌های حکومت‌داری مؤثر نیست. ابتدا، فقدان حکومت‌داری مؤثر به معنای فقدان ظرفیت دولت برای تأمین کالاهای سیاسی مانند حقوق و آزادی‌ها برای ساکنانش است. زارتمن (Zartman) توصیف می‌کند که نبود حکومت‌داری مؤثر چگونه شکل می‌گیرد: «به عنوان از هم گسیختگی ساختار دولت، اقتدار (قدرت مشروع)، قانون و نظم سیاسی». در نبود حکومت‌داری مؤثر پنج ویژگی اصلی قابل تمایز است: از هم‌پاشیدگی ساختار فرایندهای دولت، درگیری‌های خشونت‌آمیز، نقض حقوق بشر، تفرقه اجتماعی که همگی ماهیتی درونی دارند.

### سنجش و ارزیابی
از اوایل دهه ۲۰۰۰ میلادی، تلاش‌هایی در میان پژوهشگران و جامعه توسعه بین‌المللی برای ارزیابی و اندازه‌گیری کیفیت حکومت‌داری در کشورهای سراسر جهان انجام شده است. اندازه‌گیری حکومت‌داری به طور ذاتی موضوعی بحث‌برانگیز و تا حدی سیاسی است. بنابراین تمایزی میان ارزیابی‌های خارجی، ارزیابی‌های همتا و خودارزیابی‌ها قائل می‌شوند. نمونه‌های ارزیابی خارجی شامل ارزیابی‌های اهداکنندگان یا شاخص‌های مقایسه‌ای است که توسط سازمان‌های بین‌المللی غیردولتی تولید می‌شوند. نمونه‌ای از ارزیابی همتا، مکانیزم بازبینی همتای آفریقا است. نمونه‌های خودارزیابی، ارزیابی‌هایی هستند که به رهبری کشور انجام می‌شوند و می‌توانند توسط دولت، جامعه مدنی، پژوهشگران و یا دیگر ذی‌نفعان در سطح ملی انجام شوند.
یکی از این تلاش‌ها برای ایجاد معیار قابل مقایسه بین‌المللی در زمینه حکومت‌داری، و نمونه‌ای از ارزیابی خارجی، پروژه شاخص‌های جهانی حکومت‌داری (Worldwide Governance Indicators) است که توسط اعضای بانک جهانی و مؤسسه بانک جهانی توسعه یافته است. این پروژه شاخص‌های کلی و جزئی را برای بیش از ۲۰۰ کشور در شش بُعد حکومت‌داری گزارش می‌دهد: صدای مردم و پاسخگویی، ثبات سیاسی و عدم خشونت، اثربخشی دولت، کیفیت مقررات، حاکمیت قانون و کنترل فساد. به منظور تکمیل شاخص‌های کلان جهانی حکومت‌داری، مؤسسه بانک جهانی «نظرسنجی‌های حکومت‌داری بانک جهانی» را توسعه داد که ابزارهای ارزیابی حکومت‌داری در سطح کشور و در سطح خرد یا فرامنطقه‌ای است و از اطلاعات جمع‌آوری شده از شهروندان، فعالان کسب‌وکار و کارکنان بخش عمومی کشور برای تشخیص آسیب‌پذیری‌های حکومت‌داری و پیشنهاد راهکارهای مشخص برای مقابله با فساد استفاده می‌کند.
شاخص جهانی حکومت‌داری (WGI) در سال ۲۰۰۹ توسعه یافته و از طریق مشارکت عمومی برای بهبود باز است. حوزه‌های زیر به شکل شاخص‌ها و شاخص‌های ترکیبی انتخاب شدند تا به توسعه WGI کمک کنند: صلح و امنیت، حاکمیت قانون، حقوق بشر و مشارکت، توسعه پایدار و توسعه انسانی. همچنین، بنیاد برتلسمان در سال ۲۰۰۹ شاخص‌های حکمرانی پایدار (SGI) را منتشر کرد که به طور نظام‌مند نیاز و ظرفیت اصلاحات در کشورهای سازمان همکاری و توسعه اقتصادی (OECD) را اندازه‌گیری می‌کند. این پروژه بررسی می‌کند که دولت‌ها تا چه اندازه قادرند اصلاحات مؤثر را شناسایی، تدوین و اجرا کنند که جامعه را برای مواجهه با چالش‌های آینده مجهز ساخته و آینده‌پذیری آنها را تضمین نماید.
بخش ۱۰ قانون مدرن‌سازی عملکرد و نتایج دولت (GPRA) از سازمان‌های فدرال آمریکا می‌خواهد برنامه‌ها و گزارش‌های راهبردی و عملکرد خود را در قالب داده‌های قابل خوانش توسط ماشین منتشر کنند.
«شراکت بودجه بین‌المللی» (IBP) در سال ۲۰۰۶ طرح بودجه باز را با انتشار اولین «نظرسنجی بودجه باز» (OBS) آغاز کرد. OBS تحلیلی جامع است که بررسی می‌کند آیا دولت‌های مرکزی دسترسی عمومی به اسناد بودجه را فراهم می‌آورند و فرصت‌هایی برای مشارکت عمومی در فرایند بودجه‌بندی ایجاد می‌کنند یا خیر. برای اندازه‌گیری تعهد کلی به شفافیت، IBP شاخص بودجه باز (OBI) را ایجاد کرد که بر اساس نتایج این نظرسنجی به هر کشور نمره می‌دهد. در حالی که OBS هر دو سال یکبار منتشر می‌شود، IBP اخیراً ابزار ردیابی OBS را ارائه کرده که به جامعه مدنی، رسانه‌ها و سایر بازیگران امکان می‌دهد به صورت زنده نظارت کنند که آیا دولت‌ها هشت سند کلیدی بودجه را منتشر می‌کنند یا خیر. داده‌های شاخص بودجه باز توسط شراکت دولت باز، سازمان‌های کمک توسعه و به طور فزاینده توسط سرمایه‌گذاران بخش خصوصی به عنوان شاخص‌های کلیدی حکومت‌داری، به‌ویژه شفافیت مالی و مدیریت منابع عمومی، استفاده می‌شود.
نمونه‌هایی از ارزیابی‌های رهبری شده توسط کشورها شامل شاخص دموکراسی اندونزی، نظارت بر هدف توسعه هزاره ۹ درباره حقوق بشر و حکومت‌داری دموکراتیک در مغولستان و شاخص شادی ملی در بوتان است.
بخش ۱۰ قانون مدرن‌سازی عملکرد و نتایج دولت (GPRAMA) از سازمان‌های فدرال آمریکا می‌خواهد گزارش‌ها و برنامه‌های عملکرد خود را به صورت عمومی و در قالب استانداردهای قابل خوانش توسط ماشین منتشر کنند، که مبنایی برای ارزیابی کیفیت عملکرد آنها در وظایف حکومت‌داری محول شده، مطابق با اهداف راهبردی و شاخص‌های عملکرد آنها است. انتشار عمومی این گزارش‌ها به صورت وب‌سایت در قالبی استاندارد و قابل خوانش توسط ماشین، برای تمام سازمان‌هایی که برنامه‌ها و گزارش‌هایشان باید در دسترس عموم باشند، یک رویه خوب است.

## بر اساس حوزه‌ی حکومت‌داری (جامعه)

### حکومت‌داری مشارکتی
چارچوب حکومت‌داری مشارکتی از ساختار مدیریت روابط، فرآیندهای مدیریت عملکرد و تحول مشترک و برنامه مدیریت خروج به‌عنوان مکانیزم‌های کنترلی استفاده می‌کند تا سازمان‌ها را به ایجاد تغییرات اخلاقی و فعال برای منافع متقابل همه طرف‌ها تشویق کند.

### حکمرانی زیست‌محیطی
حکمرانی زیست‌محیطی یا حاکمیت زیست‌محیطی (به انگلیسی: Environmental governance)، مفهومی در بوم‌شناسی سیاسی و سیاست زیست‌محیطی است که از پایداری (توسعه پایدار) به‌عنوان مهمترین ملاحظه برای مدیریت کلیه فعالیت‌های انسانی - سیاسی، اجتماعی و اقتصادی حمایت می‌کند. حکمرانی شامل دولت، تجارت و جامعه مدنی است و بر مدیریت یکپارچهٔ سیستم تأکید دارد. برای به دست آوردن این طیف متنوع از عناصر، حکمرانی زیست‌محیطی اغلب از سیستم‌های جایگزین حکمرانی استفاده می‌کند، برای مثال مدیریت مبتنی بر حوضه.
حکمرانی زیست‌محیطی، منابع طبیعی و محیط زیست را به عنوان کالاهای عمومی جهانی، متعلق به دسته کالاهایی می‌داند که وقتی به اشتراک گذاشته می‌شوند، کاهش نمی‌یابد. این بدان معناست که همه از مثلاً جو قابل تنفس، آب و هوای پایدار و تنوع زیستی پایدار بهره‌مند می‌شوند.
کالاهای عمومی غیرقابل رقابت هستند. وقتی کسی از یک منبع طبیعی لذت می‌برد آن منبع هم‌چنان می‌تواند مورد استفاده دیگران نیز قرار گیرد. این موضوع امر غیرقابل انکاری است. به عنوان مثال این غیرممکن است که استفاده از هوا برای تنفس توسط کس دیگر ممنوع گردد. کالاهای عمومی به عنوان داده‌های طبیعی سودمند و دارای ارزش عمومی هستند. به همین علت است که مفهوم یک کالای عمومی جهانی با تمایزی کوچک آشکار می‌گردد، چرا که نیازهایی را در بر می‌گیرد که نباید توسط یک شخص یا دولت از بین برود.

### حکمرانی سلامت
براساس سازمان جهانی بهداشت (WHO)، «حکمرانی در بخش سلامت به طیف گسترده‌ای از عملکردهای هدایت و قانون‌گذاری اشاره دارد که توسط دولت‌ها و تصمیم‌گیرندگان انجام می‌شود تا به اهداف سیاست ملی سلامت دست یابند که منجر به پوشش همگانی سلامت شود.»
سیاست ملی سلامت یک فرآیند پیچیده و پویا است که از کشوری به کشور دیگر بسته به وضعیت سیاسی، تاریخی و اجتماعی-اقتصادی حاکم تغییر می‌کند. عمدتاً هدف آن تقویت نظام سلامت است تا اطمینان حاصل شود که نیازهای سلامت جمعیت‌های هدف به خوبی برآورده می‌شوند.
به طور کلی‌تر، حکمرانی سلامت نیازمند مجموعه‌ای هم‌افزا از سیاست‌ها است که بسیاری از آن‌ها در بخش‌های غیر از سلامت نیز وجود دارند، همچنین نیازمند حاکمان فراتر از دولت‌های ملی است که باید توسط ساختارها و مکانیزم‌هایی حمایت شوند که امکان همکاری را فراهم می‌آورند.
برای مثال، در چارچوب اروپایی، سیاست سلامت «Health 2020» به دنبال همکاری بین کشورهای عضو منطقه تدوین شده است. این سیاست به سیاستگذاران چشم‌انداز، مسیر استراتژیک و اولویت‌هایی می‌دهد تا سلامت را بهبود بخشیده و تضمین کند که این بهبود عادلانه‌تر و پایدارتر باشد.
در قرن بیست و یکم، روندهای جهانی مانند تغییر جمعیت و اپیدمیولوژی، گسترش نابرابری‌های اجتماعی و فضای عدم اطمینان مالی بر اولویت‌های نظام سلامت تأثیر گذاشته و بر عملکرد حکمرانی سلامت اثر گذاشته‌اند. این روندها موجب ظهور اقدامات مشترک تمام ذینفعان برای ایجاد تغییرات بنیادی در جوامع قرن بیست و یکم شده‌اند. همچنین مشاهده شده است که تغییر جهانی از مراقبت سنتی و واکنشی به مراقبت پیشگیرانه عمدتاً با سرمایه‌گذاری در فناوری‌های پیشرفته امکان‌پذیر شده است. هوش مصنوعی و یادگیری ماشینی به اتوماسیون و استانداردسازی بسیاری از فرایندهای حوزه سلامت کمک کرده‌اند که چالش‌هایی را برای ساختارهای حکمرانی موجود ایجاد کرده است. یکی از این چالش‌ها مالکیت داده‌های سلامت است.

### فرا حکمرانی
«فرا حکمرانی» به معنای «حکمرانی بر حکمرانی» است. این مفهوم نمایانگر اصول اخلاقی تثبیت‌شده یا «هنجارها» است که کل فرآیند حکمرانی را شکل می‌دهد و هدایت می‌کند.
محیط‌ها یا اشخاص مشخصی که متا‌حکمرانی در آن‌ها انجام می‌شود به طور دقیق تعریف نشده‌اند. در حالی که برخی معتقدند فرا حکمرانی نقش دولت است که تمایل دارد بازیگران را به سمت خاصی هدایت کند، اما این نقش می‌تواند «به طور بالقوه توسط هر بازیگر منابع‌دار» که بخواهد فرآیند حکمرانی را تحت تأثیر قرار دهد، اجرا شود. نمونه‌هایی از این نقش شامل انتشار کدهای رفتاری در بالاترین سطح حکومت‌های بین‌المللی و تمرکز رسانه‌ها بر مسائل خاص در سطح فرهنگی-اجتماعی است.
با وجود منابع متفاوت، هر دو تلاش می‌کنند ارزش‌هایی را به گونه‌ای تثبیت کنند که به هنجارهای پذیرفته شده تبدیل شوند. اینکه هنجارها می‌توانند در هر سطحی شکل بگیرند و سپس برای شکل‌دهی به کل فرآیند حکمرانی استفاده شوند، بدین معناست که فرا حکمرانی بخشی از ورودی و خروجی سیستم حکمرانی است.

### حکومت‌داری چندسطحی
حکومت‌داری چندسطحی مفهومی است که به وجود ساختارهای متعدد و در هم تنیده‌ی قدرت در اقتصاد سیاسی جهانی اشاره دارد. نظریه حکمرانی چندسطحی عمدتاً توسط لیسبت هوخه (Liesbet Hooghe) و گری مارکس توسعه یافته و از روند افزایش ادغام اروپا، به‌ویژه از طریق اتحادیه اروپا نشأت گرفته است. ژوزه مانوئل باروزو، رئیس پیشین کمیسیون اروپا، اعلام کرده است که «سیستم حکمرانی چندسطحی که سیاست منطقه‌ای اروپای ما بر آن مبتنی است، کلیدی برای افزایش رقابت‌پذیری اتحادیه است» و در زمان بحران اقتصادی «حکمرانی چندسطحی باید در اولویت باشد.»

### حکمرانی مشارکتی
حکمرانی مشارکتی بر تعمیق مشارکت دموکراتیک از طریق مشارکت شهروندان در فرآیندهای حکمرانی با دولت تمرکز دارد. چارچوب نظری حکمرانی مشارکتی به اوایل دهه ۱۹۹۰ بازمی‌گردد که دانشگاهیان بر ضرورت مشارکت شهروندان در فرآیندهای حکومتی تأکید کردند. این تمرکززدایی از قدرت دولت «پاسخگویی عمودی» را تقویت کرده و رابطه بین شهروندان و دولت‌های شهری را بهبود می‌بخشد. ایده این است که شهروندان باید نقش مستقیم‌تری در تصمیم‌گیری‌های عمومی داشته باشند یا حداقل عمیق‌تر با مسائل سیاسی درگیر شوند. مسئولان دولتی نیز باید به این نوع مشارکت پاسخگو باشند. در عمل، حکمرانی مشارکتی می‌تواند نقش شهروندان را به عنوان رأی‌دهندگان یا ناظرها با اشکال مستقیم‌تر درگیر کند.
نقش شهروندان در حکمرانی مشارکتی این است که به‌عنوان یک گروه منتخب از شهروندان غیرسیاسی، نوعی قدرت دولتی به آن‌ها اعطا شود تا در فرآیند سیاستگذاری عمومی مشارکت کنند. نمودهای مختلف حکمرانی مشارکتی شامل بودجه‌بندی مشارکتی، شوراها و سازمان‌های اجتماعی فعال در سطح دولت است که در مطالعات دولتی یا مسائل اجتماعی مشارکت می‌کنند. در دو دهه اخیر، سریع‌ترین شکل رشد حکمرانی مشارکتی، بودجه‌بندی مشارکتی بوده است. در سال ۲۰۰۴، «مجمع شهروندان بریتیش کلمبیا» نخستین شکل مشارکت مستقیم شهروندان برای تصور نظام انتخاباتی استانی ایجاد شد. بودجه‌بندی مشارکتی که در برزیل به کار گرفته شد، به «توانمندسازی شهروندان و ارتقاء کیفیت دموکراسی آن‌ها» کمک کرده است. هر دو مثال به بحث افزایش مشارکت شهروندان به‌عنوان مکانیزمی برای ارتقاء کارآمدی، مشروعیت و عدالت اجتماعی در حکمرانی دموکراتیک کمک کرده‌اند.
عملکرد حکمرانی مشارکتی تأثیرگذار بر سیاست در سطح شهرداری است. به‌عنوان مثال، استفاده از شوراهای مسکن شهری در برزیل برای تأثیرگذاری بر تصویب سیاست نشان داده است که شوراهای مسکن با احتمال بیشتر تصویب برنامه‌هایی مرتبط است که به نیازهای منعکس شده توسط شهروندان پاسخ می‌دهد.
مکانیزم حکمرانی مشارکتی، حوزه اجتماعی را به حوزه سیاسی پیوند می‌دهد تا سیاست‌هایی را تولید کند که مستقیماً شکل گرفته یا تحت تأثیر شهروندان باشند. بنابراین، حکمرانی مشارکتی بهبود ارائه خدمات عمومی و تخصیص منابع را محتمل می‌سازد.

### حکمرانی عمومی
میان مفاهیم حکمرانی و سیاست تمایزی وجود دارد. سیاست شامل فرآیندهایی است که طی آن یک گروه از مردم (احتمالاً با دیدگاه‌ها یا منافع متفاوت) به تصمیم‌های جمعی می‌رسند که معمولاً الزام‌آور تلقی شده و به‌عنوان سیاست عمومی اجرا می‌شوند. از سوی دیگر، حکمرانی جنبه‌های راهبری و فرآیندیِ حکومت‌داری را منتقل می‌کند، نه جنبه‌های ستیزآمیز آن. این تمایز فرض را بر آن می‌گذارد که جدایی سنتی میان «سیاست» و «مدیریت» ممکن است. با این حال، نظریه و عمل معاصر حکمرانی گاهی این تمایز را زیر سؤال می‌برد و فرض می‌کند که هر دو مفهوم «حکومت‌داری» و «سیاست» دربرگیرنده جنبه‌هایی از قدرت و پاسخگویی هستند.
به‌طور کلی، حکمرانی عمومی به شیوه‌های گوناگونی صورت می‌گیرد:
از طریق شبکه‌هایی که شامل شراکت عمومی-خصوصی یا همکاری با سازمان‌های اجتماعی هستند.
با استفاده از سازوکارهای بازاری که در آن اصول رقابت بازار برای تخصیص منابع به کار می‌رود درحالی‌که تحت نظارت دولت عمل می‌کنند.
از طریق ایجاد و اجرای اجماع
از طریق روش‌های از بالا به پایین که عمدتاً شامل دولت‌ها و بوروکراسی دولتی می‌شود.

### حکمرانی تنظیمی
حکمرانی تنظیمی نشان‌دهنده ظهور رژیم‌های سیاستی تمرکززدوده و سازگار با یکدیگر است که بر پایهٔ تنظیم‌گری به‌جای ارائه خدمات یا اخذ مالیات و هزینه کردن، بنا شده‌اند. این اصطلاح تمایل رژیم‌های سیاستی به مدیریت پیچیدگی از طریق سیستم‌های نمایندگی‌شده از قوانین را نشان می‌دهد. احتمال دارد این رویکرد در حوزه‌ها و کشورهایی ظهور یابد که پیچیده‌تر، جهانی‌تر، مورد مناقشه‌تر و دموکراتیک‌تر هستند.
این اصطلاح بر پایهٔ مفاهیم «دولت تنظیم‌گر» از یک سو و «حکمرانی» از سوی دیگر ساخته شده و آنها را بسط می‌دهد. در حالی که اصطلاح «دولت تنظیم‌گر» نقش بازیگران غیردولتی (مانند سازمان‌های مردم‌نهاد و کسب‌وکارها) را در سطح ملی و جهانی نادیده می‌گیرد، اصطلاح «حکمرانی» نیز نقش تنظیم‌گری را به‌عنوان ابزار بنیادین حکومت‌داری نادیده می‌گیرد. بنابراین، «حکمرانی تنظیمی» به ما امکان درک حکمرانی فراتر از دولت و از طریق تنظیم‌گری را می‌دهد.

### حکمرانی بخش امنیت
حکمرانی بخش امنیت (SSG) مفهومی فرعی از حکمرانی امنیتی است که به‌طور خاص بر تصمیمات مربوط به امنیت و اجرای آن‌ها در بخش امنیتی یک کشور تمرکز دارد. SSG اصول حکمرانی خوب را به بخش امنیتی مربوطه اعمال می‌کند.

## بر پایهٔ حوزه‌های دیگر حکمرانی

### حکمرانی قراردادی
تفکر نوظهور دربارهٔ حکمرانی قراردادی بر ایجاد ساختاری حکمرانی تمرکز دارد که در آن طرفین قرارداد به‌شکلی منافع مشترک دارند تا ترتیبات قراردادی — که اغلب بسیار پیچیده‌اند — را به‌شکلی همکارانه، هماهنگ، انعطاف‌پذیر و قابل اعتماد مدیریت کنند. در سال ۱۹۷۹، اولیور ویلیامسون، برندهٔ جایزه نوبل، نوشت که ساختار حکمرانی برای یک قرارداد «چارچوبی است که در آن تمامیت یک تراکنش تعیین می‌شود»، و اضافه کرد که «از آنجا که قراردادها متنوع و پیچیده‌اند، ساختارهای حکمرانی نیز بسته به ماهیت تراکنش متفاوت‌اند.»

### راهبری شرکتی
راهبری شرکتی به سازوکارها، فرآیندها، رویه‌ها و روابطی اشاره دارد که طی آن شرکت‌ها توسط هیئت‌مدیره، مدیران، سهام‌داران و ذی‌نفعان اداره و کنترل می‌شوند. حکمرانی شرکتی از مجموعه‌ای از فرآیندها، عرف‌ها، سیاست‌ها، قوانین و نهادهایی تشکیل می‌شود که بر شیوهٔ هدایت، مدیریت یا کنترل یک سازمان تأثیر می‌گذارند. این حوزه همچنین روابط میان افراد درون یک سازمان (یعنی ذی‌نفعان) و اهداف شرکت را در بر می‌گیرد. بازیگران اصلی شامل سهام‌داران، مدیریت و هیئت‌مدیره هستند. دیگر ذی‌نفعان شامل کارکنان، تأمین‌کنندگان، مشتریان، بانک‌ها و سایر وام‌دهندگان، نهادهای نظارتی، محیط زیست و جامعهٔ گسترده‌تر می‌شوند.

### راهبری فناوری اطلاعات
راهبری فناوری اطلاعات عمدتاً با ارتباط میان تمرکز تجاری و مدیریت فناوری اطلاعات سروکار دارد. هدف از حکمرانی روشن در این زمینه آن است که سرمایه‌گذاری در IT ارزش تجاری ایجاد کند و مخاطرات مرتبط با پروژه‌های فناوری اطلاعات را کاهش دهد.

### راهبری اینترنت
حکمرانی اینترنت توسط اجلاس جهانی سران درباره جامعه اطلاعاتی این‌گونه تعریف شده است: «توسعه و به‌کارگیری اصول، هنجارها، قواعد، رویه‌های تصمیم‌گیری و برنامه‌هایی مشترک توسط دولت‌ها، بخش خصوصی و جامعه مدنی، در نقش‌های اختصاصی خود، که شکل‌گیری و استفاده از اینترنت را سامان می‌دهند.»
راهبری اینترنت با این مسئله سروکار دارد که هر بخش از جامعه تا چه اندازه باید بر توسعهٔ اینترنت تأثیرگذار باشد، از جمله اینکه تا چه حد دولت باید بتواند آن را سانسور کند و مسائل مرتبط با اینترنت — مانند آزارهای سایبری و رفتارهای مجرمانه — چگونه باید مدیریت شوند.

### حکمرانی زمین
حکمرانی زمین با مسائل مالکیت و تصرف زمین سروکار دارد. این حوزه شامل سیاست‌ها، فرآیندها و نهادهایی است که طی آن‌ها تصمیم‌هایی دربارهٔ دسترسی، استفاده و کنترل بر زمین اتخاذ، اجرا و اعمال می‌شوند؛ همچنین با مدیریت و آشتی دادن ادعاهای متضاد بر زمین نیز مرتبط است. در کشورهای در حال توسعه، این موضوع به‌عنوان ابزاری برای توسعهٔ پایدار و عادلانه اهمیت دارد و پدیده‌ای به نام «اجلاس جهانی سران درباره جامعه اطلاعاتی» را هدف قرار می‌دهد.
بعد عملیاتی حکمرانی زمین، ادارهٔ زمین نامیده می‌شود.
امنیت زمین‌خواری از عواملی دانسته می‌شود که در کاهش فقر و امنیت غذایی نقش دارد، چراکه می‌تواند به کشاورزان امکان دهد تا به‌طور کامل در اقتصاد مشارکت کنند. بدون حقوق مالکیت رسمی، برای کارآفرینان کوچک — از جمله کشاورزان — دشوار است که اعتبار بگیرند یا کسب‌وکار خود را بفروشند، از این‌رو، حکمرانی جامع زمین اهمیت می‌یابد.
بین مشکلات مربوط به زمین‌خواری و حکمرانی زمین، بازخوردی دائمی وجود دارد. برای مثال، استدلال شده است که پدیده‌ای که غالباً «زمین‌خواری» نامیده می‌شود، تا حدودی نتیجهٔ آزادسازی بازار زمین در کشورهای در حال توسعه — تحت تأثیر اجماع واشینگتن — بوده است. بسیاری از قراردادهای اکتساب زمین پیامدهای منفی‌ای تلقی شده‌اند، و همین امر موجب شد ابتکاراتی برای بهبود حکمرانی زمین در این کشورها آغاز شود.
کیفیت حکمرانی زمین به اجرای عملی آن — که «ادارهٔ زمین» خوانده می‌شود — وابسته است: یعنی «نحوهٔ عملیاتی کردن قواعد زمین‌خواری». عامل دیگر، پاسخگویی است: میزانی که طی آن شهروندان و گروه‌های ذی‌نفع مشورت داده می‌شوند و می‌توانند مقامات را پاسخگو نگه دارند.
ابتکار اصلی سیاست‌گذاری بین‌المللی برای بهبود حکمرانی زمین، «راهنمای داوطلبانه در مورد حکمرانی مسئولانهٔ زمین‌خواری، شیلات و جنگل‌ها در چارچوب امنیت غذایی ملی» (VGGT) است، که توسط کمیته امنیت غذایی جهانی (CFS) تصویب شده است.

### حکمرانی چشم‌انداز
حکمرانی چشم‌انداز به طور کلی به قواعد، فرایندها و نهادهایی اشاره دارد که بر اساس آنها تصمیم‌گیری‌ها درباره حفاظت، مدیریت و برنامه‌ریزی منظر صورت می‌گیرد. حکمرانی چشم‌انداز از کشوری به کشور دیگر بسته به زمینه ملی (مثلاً نظام سیاسی، سازماندهی اداره عمومی، اقتصاد، فرهنگ و غیره) متفاوت است. به طور کلی، حکمرانی چشم‌انداز را می‌توان چنین توصیف کرد:
هم یک مشاهده تجربی و هم یک ایده هنجاری مبتنی بر اصول گفتگوی چندجانبه مبتنی بر مکان، مذاکره و تصمیم‌گیری فضایی است و هدف آن دستیابی همزمان به اهداف زیست‌محیطی، اقتصادی و اجتماعی می‌باشد. 
 گفتمان فعلی درباره حکمرانی چشم‌انداز خواستار فرایندهای مشارکتی و فراگیر است که واقعیت‌های محلی (یعنی پارامترهای زیست‌فیزیکی، فرهنگی، اجتماعی) و نیازها و دغدغه‌های محلی بازیگران متعدد چشم‌انداز را در نظر می‌گیرد؛ و به طور مؤثر به موارد تعارض منافع می‌پردازد، به گونه‌ای که رفتار دموکراتیک و عادلانه با منظر تضمین شود.
معرفی رویکردهای جامع به حکمرانی چشم‌انداز، محور پژوهش بین‌رشته‌ای در حال تحول در زمینه چشم‌انداز است. چنین رویکردی، مفهوم‌بندی منظر به عنوان یک مشاع است. بحث درباره حکمرانی چشم‌انداز مبتنی بر مشاع، نیاز به فناوری‌های باز (یعنی قابل دسترس، تحت مجوزهای اجازه‌نامه کرییتیو کامنز، متن‌باز) را مطرح می‌کند که بتوانند دسترسی عمومی به داده‌های منظر (مثلاً نقشه‌ها/تصاویر ماهواره‌ای برای مطالعه و نظارت بر تغییر منظر) و مشارکت توزیع‌شده در تصمیم‌گیری، نقشه‌برداری و برنامه‌ریزی (مثلاً پلتفرم بازها) را تسهیل کنند.

### حکمرانی خصوصی
حکمرانی خصوصی زمانی رخ می‌دهد که نهادهای غیر دولتی، از جمله سازمان‌های خصوصی، سازمان‌های حل اختلاف یا گروه‌های ثالث دیگر، قواعد و یا استانداردهایی وضع کنند که تأثیر الزام‌آوری بر "کیفیت زندگی و فرصت‌های عمومی بزرگ‌تر" داشته باشد. به بیان ساده، نهادهای خصوصی — نه دولتی — سیاست عمومی می‌سازند. برای مثال، شرکت‌های بیمه تأثیر اجتماعی بزرگی دارند که عمدتاً نامرئی و آزادانه پذیرفته شده است؛ این نوعی شکل حکمرانی خصوصی در جامعه است؛ به همین ترتیب، شرکت‌های بیمه‌گذار مجدد، به عنوان شرکت‌های خصوصی، ممکن است حکمرانی خصوصی مشابهی بر شرکت‌های اصلی خود اعمال کنند. اصطلاح "سیاست عمومی" نباید منحصراً به سیاستی که توسط دولت ساخته می‌شود، محدود شود. سیاست عمومی ممکن است توسط بخش خصوصی یا بخش دولتی ایجاد شود. اگر بخواهیم فقط به سیاست عمومی ساخته شده توسط دولت اشاره کنیم، بهترین واژه "سیاست حکومتی" است که ابهام درباره عامل سیاست‌گذاری را حذف می‌کند.

### راهبری پروژه
راهبری پروژه چارچوب مدیریتی است که بر اساس آن تصمیمات پروژه گرفته شده و نتایج پروژه تحقق می‌یابد. نقش آن فراهم آوردن یک سیستم تکرارشونده و مستحکم است که سازمان بتواند سرمایه‌گذاری‌های خود را مدیریت کند — حکمرانی پروژه کارهایی مانند تعیین روابط بین تمام گروه‌های دخیل و توصیف جریان اطلاعات به همه ذینفعان را انجام می‌دهد.